# Chaeteessa
Chaeteessa es un género de mantis en la familia monotípica Chaeteessidae, que se encuentra en el norte de Sudamérica.
Contiene seis especies:
- Chaeteessa burmeisteri
- Chaeteessa caudata
- Chaeteessa filata
- Chaeteessa nana
- Chaeteessa nigromarginata
- Chaeteessa valida